# Melodije morja in sonca 2004
27. festival Melodije morja in sonca je potekal od 15. do 18. julija 2004 v Avditoriju Portorož. Organizatorji festivala so bili Net TV, Avditorij Portorož, Dallas Records in Delo Revije. Net TV, ki je poskrbel za neposredni prenos vseh štirih večerov, se je za sodelovanje odločil potem, ko je RTV Slovenija po finančnem minusu predhodnega leta odklonila nadaljnje sodelovanje pri organizaciji festivala.
V dveh polfinalnih večerih se je predstavilo 28 pesmi (polovica v prvem, polovica v drugem), ki jih je izmed 95 prijav, prispelih na javni razpis, izbrala petčlanska izborna komisija v sestavi Stojan Auer, Matjaž Ukmar, Matej Mršnik, Jean Frbežar in Miran Inhof. Iz vsakega polfinalnega večera se je v finalni večer uvrstilo 7 pesmi. Festival se je zaključil z netekmovalnim mednarodnim večerom, ki so ga neposredno prenašali tudi na Hrvaškem in v Srbiji. Na njem so poleg slovenskih nastopili tudi pevci iz držav bivše Jugoslavije.
Zmagala je skupina Atomik Harmonik s pesmijo Brizgalna brizga.

## I. polfinalni večer
Prvi polfinalni večer je potekal v četrtek, 15. julija 2004. Večer je povezovala Rebeka Dremelj. Kot gostje so nastopili Nuša Derenda, duo Platin, Mambo Kings, E.N.I. in Polona.
| #   | Izvajalec                       | Naslov pesmi               | Avtor glasbe                             | Avtor besedila         | Avtor aranžmaja           | Št. točk | Uvrstitev |
| --- | ------------------------------- | -------------------------- | ---------------------------------------- | ---------------------- | ------------------------- | -------- | --------- |
| 1.  | Diona Dim                       | Cosmo                      | Bojan Simončič, Gašper Kačar, Ana Soklič | Ana Soklič             | Bojan Simončič            | 17       | 4.        |
| 2.  | MM & US SLO                     | Njene sanje (Hočem sosedo) | Miha Merlak                              | Marko Majkić           | Marko Majkić, Miha Merlak | 0        | 14.       |
| 3.  | Slavko Ivančić                  | Z mano ti ne gre           | Danilo Kocjančič                         | Drago Mislej - Mef     | Sašo Fajon                | 21       | 3.        |
| 4.  | Peter Januš                     | Bela barka                 | Nataša Prodan Miani                      | Simon Meglič           | Nataša Prodan Miani, Raay | 29       | 1.        |
| 5.  | Atomik Harmonik                 | Brizgalna brizga           | Dare Kaurič                              | Dare Kaurič            | Aleš Čadež                | 28       | 2.        |
| 6.  | Mili                            | Ne zameri mi               | Tomi Valenko                             | Mili Halusek (Korpar)  | Tomi Valenko              | 12       | 9.        |
| 7.  | Marjan Zgonc (& Stiški kvartet) | Ribič in morje             | Krištof Pleteršek                        | Bernard Miklavc        | Sašo Fajon                | 12       | 8.        |
| 8.  | Billy's Private Parking         | Še verjamem (v srce)       | Sergej Pobegajlo                         | Urška Majdič           | Sergej Pobegajlo          | 13       | 7.        |
| 9.  | Tjaša Pustotnik                 | Čarobna so jutra           | Sewer Nuhi                               | Tjaša Pustotnik        | Sewer Nuhi, Miha Hercog   | 15       | 5.        |
| 10. | Ylenia Zobec                    | Ne, ne bom                 | Marino Legovič                           | Damjana Kenda Hussu    | Marino Legovič            | 13       | 6.        |
| 11. | Katja Klemenc                   | Zdaj, kar naenkrat         | Sergej Pobegajlo                         | Drago Mislej - Mef     | Sergej Pobegajlo          | 2        | 13.       |
| 12. | Bon Bon                         | Ti si izbral               | Sergej Pobegajlo                         | Suzana Pavlin          | Sergej Pobegajlo          | 4        | 11.       |
| 13. | Milan Pečovnik - Pidži          | Češplja moja               | Milan Pečovnik - Pidži                   | Milan Pečovnik - Pidži | Rista Ibrič               | 4        | 12.       |
| 14. | Žana & RnB Wannabes             | Pay the Price              | Raay                                     | Steffanio              | Raay                      | 5        | 10.       |

O finalistih so odločali telefonski glasovi (1/3), glasovi občinstva v Avditoriju (1/3) in glasovi žirije radijskih postaj (1/3). Uporabljen je bil evrovizijski sistem točkovanja (12, 10, 8–1).

## II. polfinalni večer
Drugi polfinalni večer je potekal v petek, 16. julija 2004. Večer je povezoval Stojan Auer. Kot gostje so nastopili NC Dance, D'Kwashen Retashy, Sandi, Yo-Zo, Ivana Brkić in Minea.
| #   | Izvajalec             | Naslov pesmi               | Avtor glasba     | Avtor besedila                   | Avtor aranžmaja                | Št. točk | Uvrstitev |
| --- | --------------------- | -------------------------- | ---------------- | -------------------------------- | ------------------------------ | -------- | --------- |
| 1.  | Domen Kumer           | Polna luna                 | Matjaž Vlašič    | Urša Vlašič                      | Matjaž Vlašič, Boštjan Grabnar | 20       | 3.        |
| 2.  | Brigita Šuler         | Lep je ta dan              | Zvone Hranjec    | Brigita Šuler                    | Zvone Hranjec                  | 5        | 10.       |
| 3.  | Pandora               | Iskanje poti               | Sergej Pobegajlo | Suzana Werbole                   | Sergej Pobegajlo               | 5        | 11.       |
| 4.  | Malibu                | Moj raj                    | Marino Legovič   | Damjana Kenda Hussu              | Marino Legovič                 | 11       | 6.        |
| 5.  | Skuter & Marjan Smode | Vračam se                  | Dean de Lucca    | Dean de Lucca                    | Dean de Lucca                  | 9        | 8.        |
| 6.  | Maja Slatinšek        | Iz orbite                  | Raay             | Hellga                           | Raay                           | 17       | 5.        |
| 7.  | Maya                  | Letela bom                 | Jani Hace, Maya  | Maya                             | Jani Hace                      | 8        | 9.        |
| 8.  | Frenk Nova            | All inclusive (Jaz in ti)  | Frenk Nova       | Frenk Nova                       | Frenk Nova                     | 1        | 13.       |
| 9.  | Botri                 | Nekaj je v tebi            | Janko Smisl      | Andrej Vengust, Janko Smisl      | Janko Smisl                    | 10       | 7.        |
| 10. | Don Sergio            | Ej, bejba                  | Matija Oražem    | Don Sergio                       | Matija Oražem                  | 5        | 12.       |
| 11. | Rok Kosmač            | Biseri v očeh              | Rok Kosmač       | Rok Kosmač                       | Aleš Zibelnik                  | 34       | 1.        |
| 12. | Frajkinclari          | Presnete punce             | Miran Waldhütter | Dušan Waldhütter                 | Miran Waldhütter               | 18       | 4.        |
| 13. | Dani Gregorc          | Zakaj pustila si me samega | Franci Zabukovec | Franci Zabukovec, Stanka Ogrizek | Franci Zabukovec               | 1        | 14.       |
| 14. | Alenka Godec          | V dobrem in slabem         | Aleš Klinar      | Anja Rupel, Alenka Godec         | Aleš Klinar                    | 30       | 2.        |

O finalistih so odločali telefonski glasovi (1/3), glasovi občinstva v Avditoriju (1/3) in glasovi žirije radijskih postaj (1/3). Uporabljen je bil evrovizijski sistem točkovanja (12, 10, 8–1).

## Finalni večer
Finalni večer je potekal v soboto, 17. julija 2004. Večer je povezoval Jernej Kuntner. Kot gostje so nastopili Tereza Kesovija, Nina Badrić, Boris Novković, Pika Božič, Anja Rupel ter skupini Karma in Brazil Tropical.
| #   | Izvajalec               | Naslov pesmi         | Uvrstitev |
| --- | ----------------------- | -------------------- | --------- |
| 1.  | Tjaša Pustotnik         | Čarobna so jutra     | ?         |
| 2.  | Peter Januš             | Bela barka           | 3.        |
| 3.  | Alenka Godec            | V dobrem in slabem   | 5.        |
| 4.  | Botri                   | Nekaj je v tebi      | ?         |
| 5.  | Malibu                  | Moj raj              | ?         |
| 6.  | Diona Dim               | Cosmo                | ?         |
| 7.  | Atomik Harmonik         | Brizgalna brizga     | 1.        |
| 8.  | Billy's Private Parking | Še verjamem (v srce) | ?         |
| 9.  | Rok Kosmač              | Biseri v očeh        | 2.        |
| 10. | Slavko Ivančić          | Z mano ti ne gre     | ?         |
| 11. | Frajkinclarji           | Presnete punce       | ?         |
| 12. | Ylenia Zobec            | Ne, ne bom           | ?         |
| 13. | Maja Slatinšek          | Iz orbite            | ?         |
| 14. | Domen Kumar             | Polna luna           | 4.        |

O zmagovalcu so odločali gledalci doma pred televizijskimi zasloni preko telefonskega glasovanja (1/2) in občinstvo v Avditoriju (1/2). Uporabljen je bil evrovizijski sistem točkovanja (12, 10, 8–1).
Atomik Harmonik so bili zmagovalci tako telefonskega glasovanja kot glasovanja občinstva v Avditoriju.

## Nagrade
Strokovna žirija je podelila:
- nagrado za najboljšo skladbo v celoti, ki jo je prejela pesem V dobrem in slabem v izvedbi Alenke Godec,
- nagrado za najboljšo izvedbo, ki jo je prejela Alenka Godec,
- nagrado za najboljšo melodijo, ki jo je prejel Rok Kosmač za pesem Biseri v očeh,
- nagrado za najboljšo priredbo, ki jo je prejel Raay za pesem Iz orbite, ter
- nagrado za najboljše besedilo, ki jo je prejel Drago Mislej - Mef za pesem Z mano ti ne gre.

Nagrado za celostno podobo je prejela Alenka Godec.

## Mednarodni večer
Festival je sklenil mednarodni večer, ki je potekal v nedeljo, 18. julija 2004. Večer je povezovala Ivana Šundov. Nastopili so Toše Proeski, Tony Cetinski, Tereza Kesovija, Dražen Zečić, Karmen Stavec, Davor Borno, skupina Kingstoni, Werner, Boba Stefanović, Avia Band z Jasmino Cafnik, Rožmarinke, Peter Grašo, Magazin, Atomik Harmonik in Alenka Godec.